# Рајиновци
Рајновци су насељено мјесто у Босни и Херцеговини, у општини Бихаћ, које административно припада Федерацији Босне и Херцеговине. Према попису становништва из 1991. у насељу је живјело 216 становника.

## Историја
У Рајновцима је за вријеме Другог свјетског рата страдало 200 становника. Око 100 су убиле усташе потпомогнуте муслиманима из сусједства. Остаци жртава се налазе у Орашкој јами. Током распада Југославије, погинуло је, нестало и убијено око 20 мјештана, од чега највише током 1995.

## Становништво
Рајновци су били напуштени, а у њих се 1998. вратио само један српски повратник који према подацима из 2008. живи сам у насељу. Највећи дио становништва се настанио у Републици Српској: у Приједору, Мишином Хану или Бањој Луци. Становници се називају Рајновчани.
Насеље је на попису становништва 1971, 1981. и 1991. забиљежено под називом Рајиновци.
| Националност       | 1991. | 1981. | 1971. | 1961. |
| Срби               | 205   | 248   | 304   |       |
| Југословени        | 9     | 32    | 2     |       |
| Муслимани          |       |       | 6     | 3     |
| Хрвати             |       | 1     | 1     |       |
| остали и непознато | 2     |       | 2     |       |
| Укупно             | 216   | 287   | 312   | '     |

| Демографија (Рајновци) | Демографија (Рајновци) | Демографија (Рајновци) |
| Година                 | Становника             | Становника             |
| ---------------------- | ---------------------- | ---------------------- |
| 1961.                  | 359                    |                        |
| 1971.                  | 312                    |                        |
| 1981.                  | 287                    |                        |
| 1991.                  | 216                    |                        |

### Презимена
- Дробац, Срби[1]
- Карановић, Срби[3]